# Ляды (Псковская область)
Ля́ды — село в Плюсском районе Псковской области, административный центр сельского поселения Лядская волость.

## География
Расположено на реке Плюсса при впадении в неё р. Сяберка (Сядьмерка, Сядмерка) на крайнем западе Плюсского района в 47 км к западу от посёлка Плюсса по автодороге Заполье — Плюсса — Гдов.

## Экономика
На начало 2015 года.
- ООО «Ляды», молочное животноводство (45 голов крупного рогатого скота) и заготовка кормов.
- Крестьянское хозяйство «Ляды», молочное животноводство (203 головы крупного рогатого скота) и заготовка кормов.
- ООО «Молочный завод — Ляды», производство молочной продукции[2].

Также в селе расположена пони-ферма «Дайкири».

## Этимология
Судя по определениям в словарях Д. Н. Ушакова, М. Фасмера, Т. Ф. Ефремовой, и применяя их к данной местности, слово Ля́да, Ляди́на может означать поляну, луг на месте сгоревшего леса, местами поросшие молодой порослью (в том числе сосновой), удобные для распашки.

## История
В древности на территории современного села Ляды находился центр Лятцкого погоста Шелонской пятины Новгородского уезда Новгородской земли, первые частично сохранившиеся сведения о котором относятся к 7006 (1497/1498) году. Так, в писцовой книге 7006 (1497/98) года письма Матвея Ивановича Валуева сохранилось только упоминание в разделе «Главы погостом» о существовавшей когда-то главе «Лятцкой».
Из данной главы до нашего времени сохранилась выписка 1659 года в делах Поместного Приказа по одной деревне (Игомель). Платёжная книга Лятцкого погоста 1497/98 года сохранилась полностью, но в ней упоминаются только землевладения по старым (новгородским) и новым владельцам (помещикам) с указанием количества сох, а для оброчных дворцовых земель ещё и оброка. Упоминания селений в ней редки́ (деревни Должыци, Дятлово (пуста), Вешень, Горка, сельцо Игомель).

Из писцовой книги следующего 7007 (1498/1499) года письма Матвея Ивановича Валуева сохранилась выписка XVIII века (в выписке текст датирован неверно 1524 годом) где находятся описания нескольких деревень Лятцкого погоста, в том числе и тех, которые находились в то время на территории современного села Ляды, например, Горка у Погоста, Лог, Филимоново Загорье.

«Дер. Горка у погоста: во дворе Кипро Андреев, дети его Онцыфорко да Панфилко, во дворе его-ж сын Клим, во дворе Минка Олухнов, сын его Харитонко, пашни 12 коробей, сена 50 копен, 3 обжи.

Дер. Усова Горка: во дворе Офромейко Климов да зять его Фофанко, пашни 7 коробей, сена 30 копен, полторы обжы.

Дер. Лог: во дворе Фетка Панков, сын его Гридка, во дворе Грихно Ивашков, во дворе Левка кузнец, пашни 13 коробей, сена 40 копен, 3 обжи.

Дер. Загорье: во дворе Патракейко Самойлов, дети его Онцыфорко да Ерох, во дворе Фофанко да Фрол Минины да сын Фофанков Ивашко, пашни 12 коробей, сена 30 копен, полтретьи обжи.

Дер. Загорье-ж Филимоново: во дворе Миня Филимонов, детей его Нестерко да Митко, Ивашко, Савко, Офонас, во дворе Флорко Минин, во дворе Микулка Филимонов, пашни 12 коробей, сена 40 копен, 3 обжи.»— [РГАДА, Ф.1209, Оп.1, № 706]; опубликовано: "Новгородские писцовые книги, изданные Археографической комиссией." Т.V. Редактор Богоявленский С.К. СПб. 1905. Текст приведён по редакции данного издания.
Во время писцового описания 1538/1539 года Шелонскую пятину разделяют на две половины, Лятцкой погост при этом вошёл в состав Залесской половины.

В писцовой книге 1571 года упоминается в скрепах лятцкий священник — «Преображенской поп Федор Елисеев сын», заверивший, среди прочих, текст по Лятцкому погосту, однако описания погостского центра в книге нет.

Помимо погоста, в источниках 1572 года упоминается и другая, возможно более крупная территориальная единица — Ляцкой стан и губной староста Обакша Труфанов.

В последующем, первое подробное описание собственно Лятцкого Погоста сохранилось в писцовой книге 1576 года. 

«(л.291)[…] Погост Ляцкой, а на погосте два храмы Преображенье Спасово да Никола Чюдотворец, оби церкви деревянные, а на погосте дворов церковного причету четыре дворы: двор поповской: (в) поп Захарей Клементиев, двор диячиков: (в) диячек Куземка Федоров, двор понамарской: (в) пона(л.291об.)марь Иванко Тимофеев, двор проскурнин: (в) проскурня Матрона. А у церковников у попа у Захарии пашни в поле три четтверти, а в дву по тому ж, земля середняя, сена дви копны, да на отхожие пожни на реки на Плюсе сена копна. Да у дьяка у Куземки пашни в дву полех по осмине, а в третьем нет, земля добра, а у пономаря у Иванка в одном поле осмина, а в дву по тому ж, земля добра. Да в том же Ляцком Погосте двор помещиков Филипа Харламова, пашни в поле (л.292) з три выти с полувытию, а в дву по тому ж, земля хода, сена нит, сеетца на выть по пяти четтвертей.»— [РГАДА, Ф. 1209, Оп. №3, № 17146]; опубликовано: «Писцовые книги Новгородской земли», т.6, М, 2009г, ред.К.В.Баранов.
В то время Лятцкий погост был передан из Новгородских в Псковские земли (в отличие от соседних погостов), и его, судя по дальнейшему описанию, именовали также Лятцким уездом.

1581 году на эти земли совершили набег польско-литовские отряды Стефана Батория (литовские люди). Ими в Лядах была сожжена церковь Николая Чудотворца; был убит и сам помещик Филип Иванов сын Харламов (остались у него вдова Татьяна и дочь Орена восьми лет).

Судя по писцовой книге 1584 года, к этому времени Лятцкий погост вместе с погостами Порховского уезда был возвращен из Псковской земли в Новгородскую. Некоторое время спустя, поэтому, он описывался вместе с землями Порховского уезда, и лишь позднее — с соседними погостами в Новгородском уезде.

После разделения государства на губернии в 1708 году Лятцкий погост с центром в Лядах (Лятцком Погосте) вошёл в состав Ингерманландской губернии, переименованной в 1710 году в Санкт-Петербургскую; в 1719 году Новгородский уезд вошёл в состав Новгородской провинции, но эта административная единица не прижилась, и упоминания о ней обычно опускали, писали просто — Шелонская Новгородского уезда пятина; в 1770-х годах провинции были отменены.

В 1727 году эти земли переходят из Санкт-Петербургской в образованную Новгородскую губернию.

Во второй половине 1776 года Лятцкий погост был передан из Новгородской губернии в Псковскую губернию. 23 августа 1777 года Псковская губерния была преобразована в Псковское наместничество, вероятно в этом же году административная единица Лятцкой погост была ликвидирована, а его территория вошла в состав Гдовского уезда.

В 1781 году Гдовский уезд был передан в состав Санкт-Петербургской губернии.

В 1837 году уезды были разделены на станы, Лятцкой Погост оказался во втором стане Гдовского уезда с центром в с. Прибуж.

Фрагмент карты 1840 года территории Лятского Погоста.

На основании Положения о крестьянах 1861 года Гдовский уезд был разделён на волости, а те, в свою очередь, на сельские общества. Территория современного села Ляды при этом оказалась в Бобровской волости, Катчинском (дер. Катчина Гора, дер. Новая) и Матвеевском (дер. Матвеева, дер. Лог) сельских обществах.

В материалах предварительной оценки 1896 и переписи 1897 года на территории современного села Ляды упомянуты следующие селения и их части.
- Деревня Новая: 27 чел. м. п, 25 чел. ж. п, всего 52 чел. (в том числе православных 24 чел. м. п, 23 чел. ж. п; протестантов 3 чел. м. п, 2 чел. ж. п.), водяная мельница.
- Деревня Катчина Гора: 23 чел. м. п, 44 чел. ж. п, всего 67 чел. (все православные), в деревне 1 мелочная лавка.
- Арендаторский посёлок Катчина Гора: 3 чел. м. п, 2 чел. ж. п, всего 5 чел. (все православные).
- Деревня Лог: 61 чел. м. п, 64 чел. ж. п, всего 125 чел. (все православные).
- Деревня Матвеево: 109 чел. м. п, 117 чел. ж. п, всего 226 чел. (все православные), в деревне 1 часовня.
- Мыза Заручевье госпожи Веригиной: 11 чел. м. п, 9 чел. ж. п, всего 20 чел. (в том числе православных 8 чел. м. п, 8 чел. ж. п; протестантов 3 чел. м. п, 1 чел. ж. п.), 1 постоялый двор, управляющий Андрей Штейнман.
- Мельница (водяная) Заручевье: 1 чел. м. п, 1 чел. ж. п, всего 2 чел. (все протестанты).
- Арендаторский посёлок Заголовье при мызе Заручевье: 12 чел. м. п, 6 чел. ж. п, всего 18 чел. (все протестанты).
- Ляды, усадьба купца Ивана Бояринова: 4 чел. м. п, 4 чел. ж. п, всего 8 чел. (все православные).
- Ляды, питейное заведение на земле госпожи Веригиной: 4 чел. м. п, 3 чел. ж. п, всего 7 чел. (все православные), постоялый двор, 2 лавки.
- Ляды, церковный погост с усадьбами священно и церковнослужителей, женской церковно-приходской школой: 5 чел. м. п, 9 чел. ж. п, всего 14 чел. (все православные), 1 церковь Преображение Господня, в июле месяце бывает ярмарка в Ильинскую пятницу.
- Ляды, двухклассное мужское училище министерства Народного Просвещения: 2 чел. м. п, 2 чел. ж. п, всего 4 чел. (все православные).
- Ляды, общежитие училища (например, упоминаются жители Язвинской волости: 9 чел. м. п. (4 чел. м. п. православные, 5 чел. м. п. протестанты)).

В 1914 году Санкт-Петербургскую губернию переименовывают в Петроградскую.

Уже в советское время — в 1919 году, Бобровскую волость переименовывают в Лядскую, которая в 1922 году была ликвидирована, при этом Ляды стали относиться к соседней Лосицкой волости.

В 1924 году Петроградскую губернию переименовывают в Ленинградскую. В этом же 1924 году в Гдовском уезде Лосицкой волости был образован Лядский сельский совет.

В 1927 году губернии, уезды и волости были упразднены, село Ляды стало центром Лядского района Ленинградской области. Площадь Лядского района при его образовании составляла 1857 км², население 23 254 чел., из них в райцентре проживало 86 человек. Всего в пределах района насчитывалось 354 населённых пункта, из которых 101 — с численностью населения до 20 чел.

В 1944 году Лядский район включают в состав Псковской области.

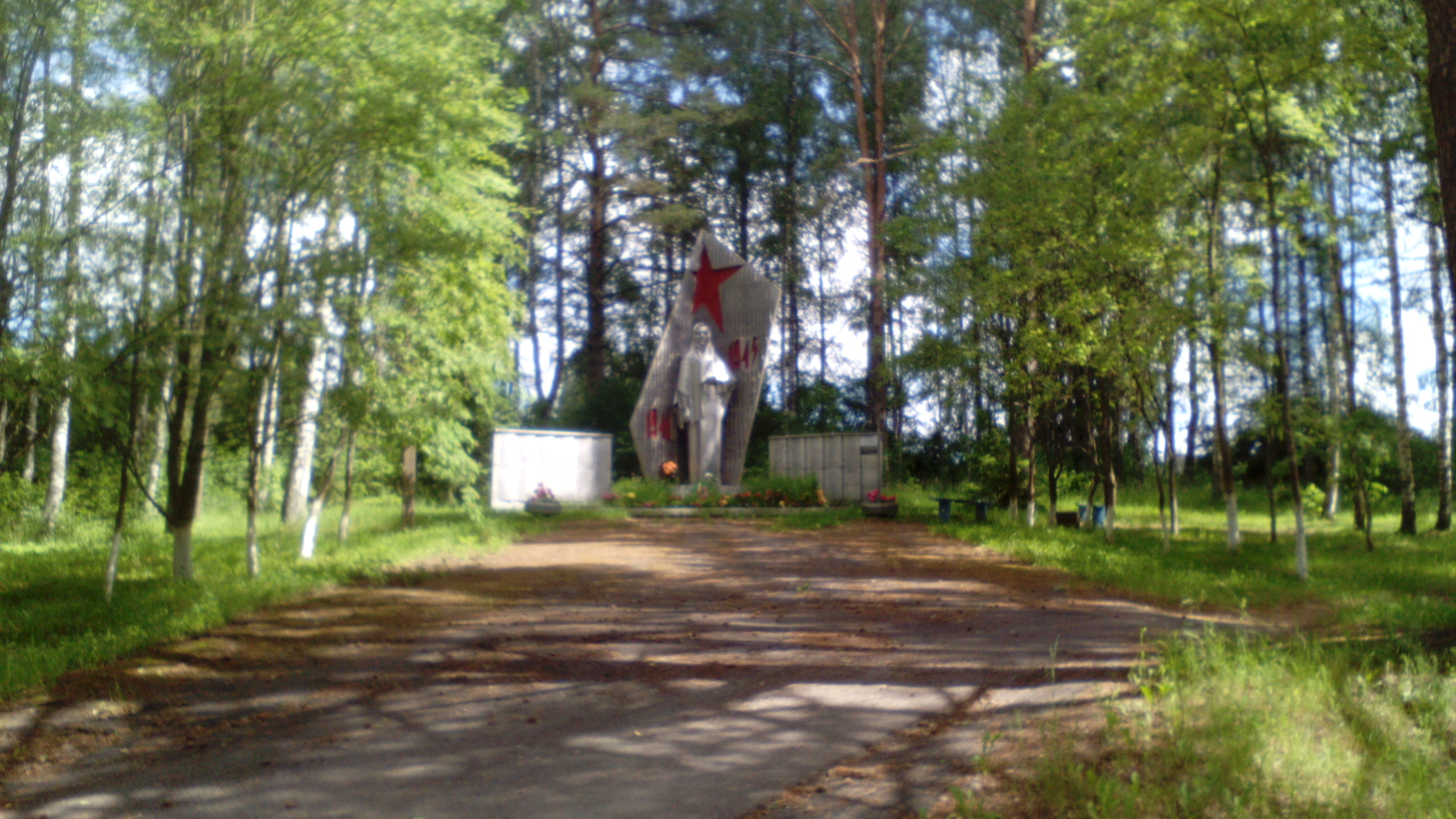
Братская могила в селе Ляды

В 1959 году Лядский район был упразднён, село Ляды вошло в состав Плюсского района.

В 1963 году Плюсский район был упразднён, а его территория была присоединена к Струго-Красненскому району, но в 1965 году Плюсский район восстановили в старых границах.

В 1995 году Лядский сельский совет был переименован в Лядскую волость, а к началу 2006 года Лядская, Заянская и Лосицкая волости были объединены в Лядскую волость, которая получила статус сельского поселения.

В 1937 году на территории современного села Ляды существовали следующие селения: село Ляды (центр района), дер. Старые Ляды (бывший Лятцкой Погост), дер. Заручевье (бывшая мыза помещиков Веригиных), дер. Новая (бывшая Голодуша), дер. Лог, дер. Катчина Гора, дер. Матвеева (бывшая Филимонова Гора) Впоследствии все они объединились в одно селение. Последними в 1977 году в село Ляды официально были включены деревни: Катчина Гора, Лог и Матвеевка.

## Население
| 1939 | 2001  | 2002  | 2010 |
| ---- | ----- | ----- | ---- |
| 477  | ↗1174 | ↘1031 | ↘865 |

Ляды — третий по численности населённый пункт района после двух посёлков (Плюсса и Заплюсье) и крупнейший сельский населённый пункт.

## Галерея
|  |  |